# Matti Järvinen
Matti Järvinen (Tampere,
Finlandia, 18 de febrero de 1909-22 de julio de 1985) fue un atleta finlandés, especialista en la prueba de lanzamiento de jabalina en la que llegó a ser campeón olímpico en 1932.

## Carrera deportiva
En los JJ. OO. de Los Ángeles 1932 ganó la medalla de oro en el lanzamiento de jabalina, llegando hasta los 72.71 metros, superando a sus compatriotas los también finlandeses Matti Sippala (plata con 69.80 m) y Eino Penttilä (bronce).